# Vřesovice (Hodoníni járás)
Vřesovice település Csehországban, Hodoníni járásban. Vřesovice Moravany, Osvětimany, Hýsly és Labuty településekkel határos. Lakosainak száma 579 fő (2024. január 1.).

## Népesség
A település lakosságának változását az alábbi diagram mutatja:
| Lakosok száma | 662  | 791  | 935  | 710  | 753  | 616  | 583  | 585  | 579  | 579  |
|               | 1869 | 1890 | 1921 | 1950 | 1980 | 2001 | 2017 | 2019 | 2022 | 2024 |